# Sthenolepis areolata
Sthenolepis areolata är en ringmaskart som först beskrevs av McIntosh 1885.  Sthenolepis areolata ingår i släktet Sthenolepis och familjen Sigalionidae. Inga underarter finns listade i Catalogue of Life.